# Eucalyptus caliginosa
Eucalyptus caliginosa, corteza fibrosa de hojas anchas, corteza fibrosa de Nueva Inglaterra, es una especie de eucalipto  perteneciente a la familia de las mirtáceas.

## Descripción
Es un árbol de talla mediana con la corteza, gris a café-rojizo, fibrosa, agrietada longitudinalmente, corteza café rojiza que se extiende hasta por debajo de las ramas pequeñas. La corteza fibrosa común es en la pastoral Nueva Inglaterra donde es un árbol estimado por su producción de miel y polen, el cual florece a finales del otoño y el invierno en Mesetas del Norte de Nueva Gales del Sur. El tallo es erecto y ramificado, con una corona densa. El árbol es resistente a la sequía y las heladas y adaptable a la mayor parte de los suelos bien drenados. Es susceptible a los golpes de los relámpagos.

## Distribución y Hábitat
Su distribución es común en las cordilleras y cimas de colinas en Queensland, Mesetas del Norte y North West Slopes de Nueva Gales del Sur.
Se propaga usando semilla. Requiere ligera sombra cuando joven.

## Taxonomía
Eucalyptus caliginosa fue descrita por Blakely & McKie y publicado en A key to the eucalypts: with descriptions of 500 species and 138 varieties, and a companion to J. H. Maiden's Critical revision of the genus Eucalyptus 181. 1934.
Etimología
Eucalyptus: nombre genérico que proviene del griego antiguo: eû = "bien, justamente" y kalyptós = "cubierto, que recubre". En Eucalyptus L'Hér., los pétalos, soldados entre sí y a veces también con los sépalos, forman parte del opérculo, perfectamente ajustado al hipanto, que se desprende a la hora de la floración.
caliginosa: epíteto latíno que significa "de las brumas".
Sinonimia
- Eucalyptus cyathiformis Blakely & McKie in Blakely, Key Eucalypts: 179 (1934).[4]

## Bibliograría
- Bodkin, Frances, "Encyclopaedia Botanica", Angus & Robertson, North Ryde, 1978